# Борнхайм (Пфальц)
Борнхайм (нем. Bornheim) — община в Германии, в земле Рейнланд-Пфальц. 
Входит в состав района Южный Вайнштрассе. Подчиняется управлению Оффенбах ан дер Квайх.  Население составляет 1382 человека (на 31 декабря 2010 года). Занимает площадь 3,55 км².